# 1387 Kama
1387 Kama је астероид главног астероидног појаса са средњом удаљеношћу од Сунца која износи 2,258 астрономских јединица (АЈ).
Апсолутна магнитуда астероида је 12,9 а геометријски албедо 0,188.